# Salvador Andreu i Grau
Salvador Andreu i Grau   (Barcelona, 1841 - Barcelona, 3 d'octubre de 1928) fou un empresari de la indústria farmacèutica, promotor immobiliari i filantrop català. Va ser president honorari dels col·legis farmacèutics de tot Espanya.

## Biografia
Era fill de Josep Andreu i Tramullas i de Madrona Grau i Jordà. El 1882 es casà amb Carme Miralles i Galaup (1863-1944), germana del pintor valencià Francesc Miralles i Galaup), amb la qual tingué sis fills: Salvador (1885-1919), Carme (1887-1970), Francesca (1889-1974), Josep (1891-1978), Madrona (1892-1983) i Joan Andreu i Miralles (1894-1968).
Doctor en farmàcia, fundà uns laboratoris de productes farmacèutics (Laboratoris del Doctor Andreu). El 1868 fou el d'unes pastilles per a la tos (pastilles del Doctor Andreu), molt populars a la seva època. Els seus productes van tenir un gran èxit tant al mercat espanyol com a ultramar gràcies a les avançades tècniques de propaganda que va utilitzar. L'empresa familiar fou continuada pels seus descendents.
Els amplis beneficis de la seva empresa li permeteren invertir en béns immobles, sobretot a l'Esquerra de l'Eixample i en va esdevenir el president de la junta de propietaris. Des d'aquesta posició va pressionar l'Ajuntament de Barcelona perquè s'afanyés a urbanitzar la zona de la rambla de Catalunya. També va pressionar en contra del fet que el ferrocarril metropolità passés pel carrer d'Aragó. Va comprar la vall del Frare Blanc, i conjuntament amb altres socis Teodor Roviralta, Ròmul Bosch i Alsina i Romà Macaya i Gibert, va fundar el 1899 societat anònima Tibidabo per a urbanitzar el vessant barceloní de la muntanya. També fou un dels promotors del seu funicular i del Tramvia Blau.
Va adquirir les parcel·les de la part de llevant del carrer de Folgueroles a Sant Gervasi de Cassoles, on va fer una construir la seva residència, i a l'altra banda del jardí, un petit laboratori farmacèutic on fabricava les seves famoses pastilles. El seu negoci va anar molt bé, i el 1919 va fer construir un nou laboratori, molt més gran. També adquirí el solar de la part baixa del carrer, el va dividir en 14 parcel·les i va fer construir unes casetes per als seus treballadors, que tenien un pati a la part del carrer i un ampli jardí a la part posterior.
El 1914 va ser soci fundador de David SA, la cèlebre marca d'Autos David, junt amb altres personalitats, com ara els germans Armangué, Roviralta, etc., que més tard va ser una de les empreses de taxis més importants de la ciutat de Barcelona.
El 1987, els Laboratoris Doctor Andreu van ser comprats per l'empresa química Cros (més tard Ercros), que poc després (1989) els va vendre al grup suís Hoffmann-La Roche.